# Albert Adolf Zehntner
Albert Adolf „Bärti“ Zehntner (* 8. Dezember 1895 in Luzern; † 12. Januar 1975 in Gelterkinden, heimatberechtigt in Reigoldswil) war ein Schweizer Maler. Sein Tätigkeitsgebiet umfasst Malerei, Heraldik und Restaurierungen.

## Leben
Albert Adolf Zehntner, auch Bärti genannt, war ein Sohn des Flachmalers Karl Albert und der aus Brugg stammenden Maria Josepha von Müllinen. Er absolvierte im väterlichen Betrieb in Gelterkinden eine Lehre zum Flachmaler und besuchte während den Gesellenjahren die Malklasse an der Allgemeinen Gewerbeschule Basel. Wieder in Gelterkinden eröffnete er sein eigenes Malergeschäft und machte sich einen Namen als Heraldiker und Restaurator. Zudem arbeitete er mit Otto Plattner bei der Restaurierung von alten Wandbildern in Kirchen zusammen. Zehntner war seit 1921 mit Klara Socin von Arisdorf verheiratet.